# Etienne Sonck
Etienne Sonck (né le 27 février 1946 à Herzele,) est un coureur cycliste belge, actif dans les années 1960 et 1970.

## Biographie
En 1966, Etienne Sonck devient champion de Belgique des militaires. Il évolue ensuite au niveau professionnel entre août 1967 et décembre 1972 au sein de plusieurs équipes. Durant cette période, il se distingue principalement dans des kermesses belges en obtenant douze victoires et diverses places d'honneur. Il termine par ailleurs deuxième d'une étape du Tour d'Espagne en 1968. 
Il quitte les pelotons professionnels à l'âge de vingt-six ans. 

## Palmarès et résultats

### Palmarès par année
- 1966
  -  Champion de Belgique militaires
- 1967
  - 2e du Grand Prix d'Affligem
- 1968
  - Circuit des régions flamandes
  - Grand Prix Beeckman-De Caluwé
- 1969
  - Flèche côtière
  - 3e de Bruxelles-Ingooigem
- 1970
  - 3e du Circuit Escaut-Durme
  - 3e de l'Omloop van het Zuidwesten
- 1971
  - 2e du Samyn
  - 2e du Grand Prix Beeckman-De Caluwé
- 1972
  - 2e du Grand Prix Marcel Kint

### Résultats sur les grands tours

#### Tour d'Espagne
2 participations 
- 1968 : hors délais (8e étape)
- 1969 : abandon (12e étape)